# Nordische Fußballmeisterschaft der Frauen 1975
Die Nordische Fußballmeisterschaft 1975 für Frauenfußballnationalteams fand zwischen dem 25. und 27. Juli in Dänemark statt. Den Wettbewerb, welcher zum zweiten Mal ausgetragen wurde, konnte Titelverteidiger Dänemark gewinnen.

## Modus
Die drei teilnehmenden Mannschaften spielten nach dem Modus „jeder gegen jeden“ den Turniersieger aus, wobei jedes Team jeweils einmal gegen jedes andere spielte. Die Mannschaft, die nach Abschluss aller Spiele die meisten Punkte beziehungsweise bei Punktgleichheit das bessere Torverhältnis aufwies, wurde Turniersieger.

## Spielergebnisse
| Pl. | Land     | Sp. | S | U | N | Tore    | Diff. | Punkte |
| --- | -------- | --- | - | - | - | ------- | ----- | ------ |
| 1.  | Dänemark | 2   | 2 | 0 | 0 | 012:000 | +12   | 04:0   |
| 2.  | Schweden | 2   | 1 | 0 | 1 | 004:300 | +1    | 02:20  |
| 3.  | Finnland | 2   | 0 | 0 | 2 | 000:130 | −13   | 0:40   |

|                         |   |          |     |
| 25. Juli 1975 in Brande |   |          |     |
| Finnland                | – | Schweden | 0:4 |
| 26. Juli 1975 in Vejen  |   |          |     |
| Dänemark                | – | Finnland | 9:0 |
| 27. Juli 1975 in Vejle  |   |          |     |
| Dänemark                | – | Schweden | 3:0 |

## Torschützenliste
| Platz | Spieler                | Tore |
| ----- | ---------------------- | ---- |
| 1     | Annette Frederiksen    | 03   |
| 1     | Susanne Niemann        | 03   |
| 2     | Ann Jansson            | 02   |
| 2     | Lone Smidt Nielsen     | 02   |
| 2     | Charlotte Nielsen-Mann | 02   |
| 3     | Görel Sintorn          | 01   |
| 3     | Pia Sundhage           | 01   |
| 3     | Bente Jensen           | 01   |
| 3     | Jeanette Toftdahl      | 01   |